# Долинин, Валерий Алексеевич
Вале́рий Алексе́евич Доли́нин (25 июля 1953, Ленинград — 15 ноября 2021, Санкт-Петербург) — советский гребец (гребля академическая). Заслуженный мастер спорта СССР (1979), заслуженный работник физической культуры Российской Федерации.

## Биография
Образование — Ленинградский электротехнический институт им. Ульянова-Ленина. Проходил подготовку в ленинградском гребном клубе «Знамя» под руководством Михаила Баленкова, позже был подопечным тренера Владимира Малика.
- 1970—1978: выступал за «ДСО Труд», гребной клуб «Знамя»,
- 1978—1983: выступал за ЦСК ВМФ[5]
- 1987—2000: преподаватель, начальник кафедры Военно-морского института радиоэлектроники имени А. С. Попова.
- 2000—2003: начальник кафедры Военно-морской академии им. Н. Г. Кузнецова. Ученое звание — профессор[6]

Воинское звание — капитан 1-го ранга. Заслуженный работник физической культуры Российской Федерации.
Скончался 15 ноября 2021 года на 69-м году жизни в Санкт-Петербурге.

## Достижения
- Один из трёх советских гребцов (Зигмас Юкна, Антанас Богданавичюс), завоевавших две олимпийские медали в распашной гребле.
- Серебряный призёр Олимпийских игр 1980 года в четверке без рулевого (с В. Елисеевым, А. Кулагиным, А. Камкиным)[7].
- Бронзовый призёр Олимпийских игр 1976 года в четверке без рулевого (с Р. Арнеманном, Н. Кузнецовым, А. Гасан-Джалаловым)[8].
- Чемпион мира 1978 и 1981 в четверке без рулевого[9].
- Серебряный призёр чемпионата мира 1977 в восьмёрке и 1982 в четверке без рулевого.
- Победитель Международной Мангеймской регаты 1979, 1980, 1982 (в четверке б/р), 1980, 1981 (в восьмёрке).
- Победитель открытого чемпионата Франции 1982[10]
- Победитель Международной Люцернской регаты 1975 в двойке б/р, 1981 в четверке б/р, 1981 в восьмёрке.
- Победитель Международной регаты на приз Королевской ассоциации парусного спорта и гребли Нидерландов 1983
- Чемпион СССР 1977,1979,1978,1981,1982[11]
- С 1977 по 1983 тринадцать раз побеждал в различных всесоюзных соревнованиях.